# Флаг Шуйского района
Флаг муниципального образования Шу́йский муниципальный район Ивановской области Российской Федерации — опознавательно-правовой знак, служащий официальным символом муниципального образования.
Флаг утверждён 3 июня 2009 года и внесён в Государственный геральдический регистр Российской Федерации с присвоением регистрационного номера 5013.

## Описание
«Прямоугольное красное полотнище с отношением ширины к длине 2:3, с изображением фигур герба: белого коронованного княжеской шапкой сокола посередине и четырёх жёлтых трилистных крестов по углам полотнища».

## Символика
Флаг Шуйского муниципального района разработан на основе герба, в основу композиции которого положены исторические события, связанные со становлением государства Российского.
Центр района — город Шуя известен с середины XIV века как вотчина князей Шуйских, игравших важнейшую роль в политической жизни Российского государства (княжеская шапка).
Шуйские, княжеский и боярский род (Рюриковичи) России XV—XVII веков, ветвь нижегородско-суздальских князей (потомков сына Ярослава Всеволодовича — Андрея), с начала XVI века вошли в состав высшей знати Русского централизованного государства и сыграли большую роль в исторических событиях XVI—XVII веков (красное поле герба).
Красный цвет — символ храбрости, мужества, красоты и труда.
Кроме этого, Шуйский край славился соколиной охотой. Известно, что князь Василий Шуйский, последний царь из рода Рюриковичей, «часто наведывался в свою вотчину, чтобы поразвлечься соколиной охотой».
Сокол — символ света, победы, силы, могущества, сознания.
Белый цвет (серебро) — символ веры, чистоты, искренности, чистосердечности, благородства, откровенности и невинности.
Четыре креста символизируют четыре монастыря, расположенные на территории района: Свято-Николо-Шармотский, Свято-Успенский в Дунилово, Успенско-Казанский и Воскресенский Фёдоровский.
Жёлтый цвет (золото) — символ богатства, величия, возвышенности мыслей, достоинства.